# Marcelo Loffreda
Marcelo Hernán Loffreda (Buenos Aires, 28 maggio 1959) è un allenatore ed ex giocatore argentino di rugby a 15, già commissario tecnico dei Pumas terzi alla Coppa del Mondo 2007.

## Biografia
Spese tutta la carriera rugbistica nel San Isidro Club, squadra della provincia di Buenos Aires; tra il 1979 e il 1994 disputò, nel ruolo di tre quarti centro, 46 incontri in Nazionale, senza tuttavia mai prendere parte alla Coppa del Mondo.
In 16 di tali 46 incontri fu anche capitano.
Ingegnere civile, Loffreda fu impiegato durante tutta la sua carriera rugbistica in un'impresa di costruzioni.
Nel 1994 divenne giocatore-allenatore, sempre del San Isidro, fino al 1999, anno in cui smise l'attività agonistica; in quell'anno gli fu offerto un incarico dirigenziale presso l'Alpargatas, un marchio di abbigliamento sportivo del quale divenne direttore commerciale; contemporaneamente l'Unión Argentina de Rugby lo nominò C.T. della Nazionale: guidò la squadra a vittorie di prestigio contro Scozia, Francia e Galles, e soprattutto riuscì a condurre i Pumas alla vittoria a Twickenham contro l'Inghilterra nel novembre 2006, per 25-18 con 22 punti dell'apertura Federico Todeschini.
Guidò la squadra in due edizioni della Coppa del Mondo: nella prima, nel 2003 in Australia, la squadra non superò la prima fase; alla seconda, nel 2007, è legato il maggior successo internazionale dei Pumas, che si classificarono terzi assoluti dopo aver perso solo un incontro (con il Sudafrica in semifinale) e battuto i padroni di casa della Francia due volte, prima nell'incontro inaugurale del torneo e poi nella finale per il 3º posto.
Passato ad allenare, dopo l’exploit mondiale, il club inglese del Leicester, fu licenziato per «assenza di risultati» alla fine della stagione 2007/08, pur avendo raggiunto sia la finale di Coppa Anglo-Gallese (sconfitta dai gallesi dell'Ospreys) che quella di Guinness Premiership (persa contro i London Wasps).
Dopo il licenziamento inglese Loffreda è tornato ad allenare in Argentina.

## Palmarès

### Giocatore
- Campionati sudamericani: 3
Argentina: 1985; 1987; 1989
- Campionati URBA: 11
San Isidro Club:1977; 1978; 1979; 1980; 1983; 1984; 1986; 1987; 1988; 1993; 1994

### Allenatore
- Campionati sudamericani: 5
Argentina: 2000; 2001; 2002; 2003; 2004
- Campionati URBA: 3
San Isidro Club: 1997; 1999